# Holzelstaljoch
Holzelstaljoch är en bergstopp i Österrike.   Den ligger i distriktet Schwaz och förbundslandet Tyrolen, i den västra delen av landet, 400 km väster om huvudstaden Wien. Toppen på Holzelstaljoch är 2 012 meter över havet, eller 477 meter över den omgivande terrängen. Bredden vid basen är 5,9 km.
Terrängen runt Holzelstaljoch är bergig åt sydväst, men åt nordost är den kuperad. Närmaste större samhälle är Schwaz, 19,6 km sydost om Holzelstaljoch. 
I omgivningarna runt Holzelstaljoch växer i huvudsak blandskog. Runt Holzelstaljoch är det ganska glesbefolkat, med 42 invånare per kvadratkilometer.